# Burgstall Hornberg
Der Burgstall Hornberg ist eine abgegangene mittelalterliche Höhenburg im Gebiet der Stadt Öhringen im Hohenlohekreis in Baden-Württemberg. Er liegt über dem erhöhten südlichen Ohrnufer im Bereich des heutigen Wohnplatzes Hornberg des Stadtteils Cappel.
Nach der Burg benannten sich die Ortsadligen. Nachdem die Burg zu unbekannter Zeit abgegangen war, entwickelte sich aus ihrem Wirtschaftshof der Weiler Hornberg.
Der überbaute Burgstall zeigt noch Wall- und Grabenreste.